# Anochetus pellucidus
Anochetus pellucidus é uma espécie de formiga do gênero Anochetus, pertencente à subfamília Ponerinae.